# Dirk Peters
Dirk Johann Peters (* 1949) ist ein deutscher Technikhistoriker.

## Biografie
Peters machte nach dem Abitur ab 1966 eine Maschinenschlosserlehre bei der Rickmers-Werft und diente bei der Bundesmarine. Anschließend studierte er Geschichte, Germanistik, Pädagogik und Philosophie an der Universität Hannover. Nach den beiden Staatsexamen wurde er 1980 mit einer sozialwissenschaftlichen Doktorarbeit an der Universität Hannover zum Dr. phil. promoviert. Im selben Jahr trat er in den Dienst des Deutschen Schifffahrtsmuseums. Von 2004 bis zu seiner Pensionierung (2014) leitete er die Abteilung Schifffahrt im Industriezeitalter. Er hielt Lehraufträge an der Universität Hannover (1984–1991), der Universität Osnabrück und der Universität Hamburg.

## Ehrenämter und Gremien
- Vorsitzender der Schiffahrtsgeschichtlichen Gesellschaft Bremerhaven
- Vorstand der Männer vom Morgenstern
- Vorstand der Interessengemeinschaft Seezeichen
- The International Committee for the Conservation of the Industrial Heritage
- Mitglied der Kommission Forschungstauchen
- Deutsche Wasserhistorische Gesellschaft
- Deutsche Gesellschaft für Schiffahrts- und Marinegeschichte
- Georg-Agricola-Gesellschaft beim Deutschen Museum

## Veröffentlichungen
- Männer vom Morgenstern, Heimatbund an Elb- und Wesermündung e. V. (Hrsg.): Bewegliche Brücken in Bremerhaven (= Jahrbuch der Männer vom Morgenstern. Nr. 74 (1995)). Eigenverlag, Bremerhaven 1995, ISBN 3-931771-74-1, S. 177–214 (464 S.).
- Ein Jubiläum an der Geeste. 100 Jahre alte Geestebrücke in Bremerhaven (1904–2004). In: Männer vom Morgenstern, Heimatbund an Elb- und Wesermündung e. V. (Hrsg.): Niederdeutsches Heimatblatt. Nr. 659. Nordsee-Zeitung GmbH, Bremerhaven November 2004, S. 1–2 (Digitalisat [PDF; 4,1 MB; abgerufen am 14. September 2020]).
- Die historische Bark Seute Deern. 50 Jahre im Alten Hafen und Museumshafen in Bremerhaven. In: Männer vom Morgenstern, Heimatbund an Elb- und Wesermündung e. V. (Hrsg.): Niederdeutsches Heimatblatt. Nr. 797. Nordsee-Zeitung GmbH, Bremerhaven Mai 2016, S. 3 (Digitalisat [PDF; 814 kB; abgerufen am 27. Juli 2019]).
- Die Bark Seute Deern gab den Anstoß. 50 Jahre Schiffahrtsgeschichtliche Gesellschaft Bremerhaven (1966–2016). In: Männer vom Morgenstern, Heimatbund an Elb- und Wesermündung e. V. (Hrsg.): Niederdeutsches Heimatblatt. Nr. 802. Nordsee-Zeitung GmbH, Bremerhaven Oktober 2016, S. 1–2 (Digitalisat [PDF; 10,1 MB; abgerufen am 23. Juli 2019]).
- Museumsschiff Grönland feiert 150. Geburtstag. Vor 150 Jahren wurde die Nordische Jagt in Norwegen gebaut. In: Männer vom Morgenstern, Heimatbund an Elb- und Wesermündung e. V. (Hrsg.): Niederdeutsches Heimatblatt. Nr. 810. Nordsee-Zeitung GmbH, Bremerhaven Juni 2017, S. 2–4 (Digitalisat [PDF; 2,4 MB; abgerufen am 15. Juli 2019]).
- 125 Jahre Schiffdorfer Stauschleuse. Ein technisches Denkmal der Wasserbaugeschichte im Elbe-Weser-Dreieck. In: Männer vom Morgenstern, Heimatbund an Elb- und Wesermündung e. V. (Hrsg.): Niederdeutsches Heimatblatt. Nr. 817. Nordsee-Zeitung GmbH, Bremerhaven Januar 2018, S. 1–2 (Digitalisat [PDF; 5,4 MB; abgerufen am 3. Juli 2019]).
- Von der Kriegsrüstung zur Friedenswirtschaft. Seeschiffbau in den Unterweserorten nach dem Ersten Weltkrieg von 1918 bis 1923. In: Männer vom Morgenstern, Heimatbund an Elb- und Wesermündung e. V. (Hrsg.): Niederdeutsches Heimatblatt. Nr. 830. Nordsee-Zeitung GmbH, Bremerhaven Februar 2019, S. 1–2 (Digitalisat [PDF; 4,6 MB; abgerufen am 5. Juli 2019]).